# Fédération polonaise de football
La fédération polonaise de football (Polski Związek Piłki Nożnej en polonais), souvent abrégée en PZPN, est l'association sportive polonaise qui est l'unique représentante légale du football en Pologne, et qui gère ses clubs ainsi que ses licenciés. Elle s'occupe du football à onze, ainsi que du futsal et du beach soccer en Pologne, et organise les compétitions nationales et les matches internationaux de ses sélections.
La fédération polonaise de football a été fondée le 20 décembre 1919 à Varsovie. Elle est affiliée à la FIFA depuis le 20 avril 1923 et un congrès à Genève, et est membre de l'UEFA depuis le 2 mars 1955, date de l'une de ses assemblées à Brno.
Son président actuel est Cezary Kulesza.

## Histoire

### 20 décembre 1919: sa création à Varsovie
La fédération polonaise de football est fondée les 20 et 21 décembre 1919 à Varsovie en présence de délégués de trente-et-un clubs du pays. Lors de cette assemblée, les statuts de l'association sont élaborés et approuvés, notamment par Józef Lustggarten, Jan Polakiewicz et Jan Weyssenhoff, leurs auteurs. Le 22 décembre, Edward Cetnarowski, président du KS Cracovia et proche de son fondateur, Henryk Jordan, devient le premier président de la fédération, et choisit Cracovie comme siège. Ce même jour, les règles initiales de la Coupe de Pologne sont annoncées, et les limites territoriales de cinq ligues du pays (Cracovie, Lwów, Łódź, Poznań et Varsovie) sont mises en place. Le 26 février 1922 à Toruń, sur les rives de la Vistule, celles des ligues de Haute-Silésie, Lublin et Wilno sont établies.

### L'auto-dissolution de 1951

Ancien logo